# Női csapatrangsor a 2017. évi nyári universiadén
A 2017. évi nyári universiadén a műugrás női csapatrangsor díjátadójára augusztus 27-én került sor a University of Taipei (Tianmu) Shih-hsin Hallban.
Az universiadék történetében első alkalommal hirdettek győztest – és osztottak érmet a viadal végeztével – a női műugró csapatok között. A csapatrangsort az egyéni eredmények halmozott, valamint a vegyes párosok megfelezett pontszámai alapján számolták ki, a következőképpen:
- a két egyéni műugrás és a toronyugrás selejtezőjében megszerzett elő két legjobb eredménye,
- a két egyéni szinkronugrás végső pontszáma,
- a vegyes csapatverseny végső pontszámának a fele,
- a vegyes szinkronugrás végső pontszámának a fele.

## Versenynaptár
Az időpontok helyi idő szerint olvashatóak (GMT +08:00):
| Dátum                         | Időpont | Forduló |
| ----------------------------- | ------- | ------- |
| 2017. augusztus 27., vasárnap | 16:55   | Döntő   |

## Eredmény
| #  | Ország         | Össz. pont | 1 m    | 1 m    | 3 m    | 3 m    | Torony | Torony | 3 m sz* | 10 m sz* | Vegyes 3 m sz* | Vegyes 10 m sz* | Vegyes csapat |
| -- | -------------- | ---------- | ------ | ------ | ------ | ------ | ------ | ------ | ------- | -------- | -------------- | --------------- | ------------- |
|    | Észak-Korea    | 2696,72    | 245,25 | 240,90 | 248,90 | 237,60 | 385,60 | 314,10 | 266,16  | 303,54   | 127,83         | 168,39          | 158,45        |
|    | Oroszország    | 2519,99    | 264,65 | 246,80 | 262,65 | 262,05 | 271,35 | 224,95 | 270,30  | 263,07   | 133,25         | 152,40          | 168,53        |
|    | Japán          | 2266,55    | 217,45 | 210,75 | 274,95 | 257,60 | 288,45 | 244,85 | 232,80  | 231,96   | 133,59         |                 | 174,15        |
| 4  | Mexikó         | 2091,22    | 254,45 | 254,40 | 303,55 | 271,75 | 265,30 |        | 290,22  |          | 151,01         | 124,89          | 175,65        |
| 5  | USA            | 2016,06    | 238,05 | 234,55 | 273,80 | 267,95 | 299,65 |        | 268,17  |          | 137,10         | 134,76          | 162,03        |
| 6  | Dél-Korea      | 1935,58    | 255,05 | 236,25 | 284,75 | 257,55 | 315,25 |        | 280,89  |          | 131,91         |                 | 173,93        |
| 7  | Németország    | 1891,93    | 248,40 | 247,00 | 242,40 | 227,60 | 233,05 |        | 253,86  |          | 132,60         | 130,44          | 176,58        |
| 8  | Ukrajna        | 1860,32    | 231,65 | 213,70 | 295,95 | 271,25 | 251,60 |        | 254,40  |          | 142,32         |                 | 199,45        |
| 9  | Kanada         | 1600,80    | 236,20 | 180,45 | 255,70 | 220,60 | 288,20 | 238,25 |         |          |                |                 | 181,40        |
| 10 | Olaszország    | 1600,09    | 230,80 | 196,50 | 241,35 |        | 221,05 | 201,40 |         | 226,02   | 138,57         |                 | 144,40        |
| 11 | Ausztrália     | 1430,96    | 222,95 |        | 249,40 |        | 277,00 | 251,50 |         | 297,84   |                | 132,27          |               |
| 12 | Brazília       | 1172,62    | 249,05 | 197,85 | 256,15 | 204,55 |        |        | 265,02  |          |                |                 |               |
| 13 | Svédország     | 490,00     | 226,10 |        | 263,90 |        |        |        |         |          |                |                 |               |
| 14 | Tajvan         | 421,66     | 152,75 |        | 180,15 |        |        |        |         |          | 88,76          |                 |               |
| 15 | Litvánia       | 420,40     | 206,10 |        | 214,30 |        |        |        |         |          |                |                 |               |
| 16 | Románia        | 414,20     | 202,30 |        | 211,90 |        |        |        |         |          |                |                 |               |
| 17 | Írország       | 403,10     | 185,25 |        | 217,85 |        |        |        |         |          |                |                 |               |
| 18 | Makaó          | 187,74     |        |        |        |        |        |        |         | 187,74   |                |                 |               |
| 19 | Fülöp-szigetek | 182,95     | 182,95 |        |        |        |        |        |         |          |                |                 |               |

____
* szinkron